# سیارک ۲۲۰۱
سیارک ۲۲۰۱ (به انگلیسی: 2201 Oljato، نامگذاری:1947XC) دو هزار و دویست و یکمین سیارک کشف شده‌است که در ۱۲ دسامبر ۱۹۴۷ کشف شد.
قدر مطلق سیارک برابر ۱۵٫۲۵ است.